# 崙子 (新北市)
崙子，原寫為崙仔，是臺灣新北市樹林區的一個地名，位於樹林區中部偏西南。以行政區而言，範圍大致包括柑園里最北端、北園里西北部、樂山里最南端一小部分、中山里南部、山佳里西南角一小部分。

## 歷史
台灣清治末期至日治初期，崙子地區為一街庄，稱為「崙仔庄」，隸屬於海山堡。該庄昔日為大漢溪中沙洲，西北以大漢溪最北分流及一段沙洲地與阿南坑庄、石灰坑庄為界，東北與山仔腳庄為界，東南邊以大漢溪數段分流與三塊厝庄、石頭溪庄為界，西南邊為樟樹窟庄。
1901年（日治明治三十四年）11月，該庄隸屬於桃園廳，編入第十七區。1905年（明治三十八年）7月，第十七區改稱「樹林區」。1920年（大正九年），該庄改制並雅化為「崙子」大字，隸屬於臺北州海山郡鶯歌庄。1940年，鶯歌庄升格為鶯歌街。
戰後鶯歌街改制為鶯歌鎮，隸屬於臺北縣，大字亦改制為里。1946年8月，鶯歌、樹林分治，本地區改隸屬新成立的樹林鎮。2010年12月，臺北縣升格為新北市，樹林鎮改制為樹林區。

## 河道變遷
從前大嵙崁溪（大漢溪）至三角湧附近（公館後地區西北部），因地勢低平，河面加寬，形成網狀河道。三峽溪（三峽河與橫溪各自注入大嵙崁溪分流河道，三峽溪於劉厝埔匯入分流，為橫溪匯注點之上游約八百公尺處。其後因河沙堆積，河床日漸昇高，導致分流消退，原本兩溪匯注處之大嵙崁溪分流河道成為三峽溪河道之延伸，因而形成今日三峽溪納橫榽之勢。
由於大漢溪主流河道北移，崙子地區現已被該河道切分成南、北兩部分。其中北岸較大，南岸較小，但多屬河灘地，僅柑園大橋南北橋頭一帶仍有聚落。

## 交通
鄉道北85線（佳園路一段、二段）是山佳至溪墘寮的道路，大致以南北向經過本地區東部，往北可前往山佳，往西南轉南可前往三峽市區，後於麻園地區的溪墘寮接上省道台3線（中正路二段）。